# Tylototriton
Tylototriton é um género de salamandra da família Salamandridae.

## Espécies
- Tylototriton asperrimus Unterstein, 1930
- Tylototriton hainanensis Fei, Ye e Yang, 1984
- Tylototriton kweichowensis Fang e Chang, 1932
- Tylototriton shanjing Nussbaum, Brodie e Yang, 1995
- Tylototriton taliangensis Liu, 1950
- Tylototriton verrucosus Anderson, 1871
- Tylototriton wenxianensis Fei, Ye e Yang, 1984
- Tylototriton zeigleri Nishikawa, Matsui e Nguyen, 2013[1]